# Eisothistos nipponicus
Eisothistos nipponicus är en kräftdjursart som beskrevs av Nunomura 1984. Eisothistos nipponicus ingår i släktet Eisothistos och familjen Expanathuridae. Inga underarter finns listade i Catalogue of Life.